# Ernst Boie

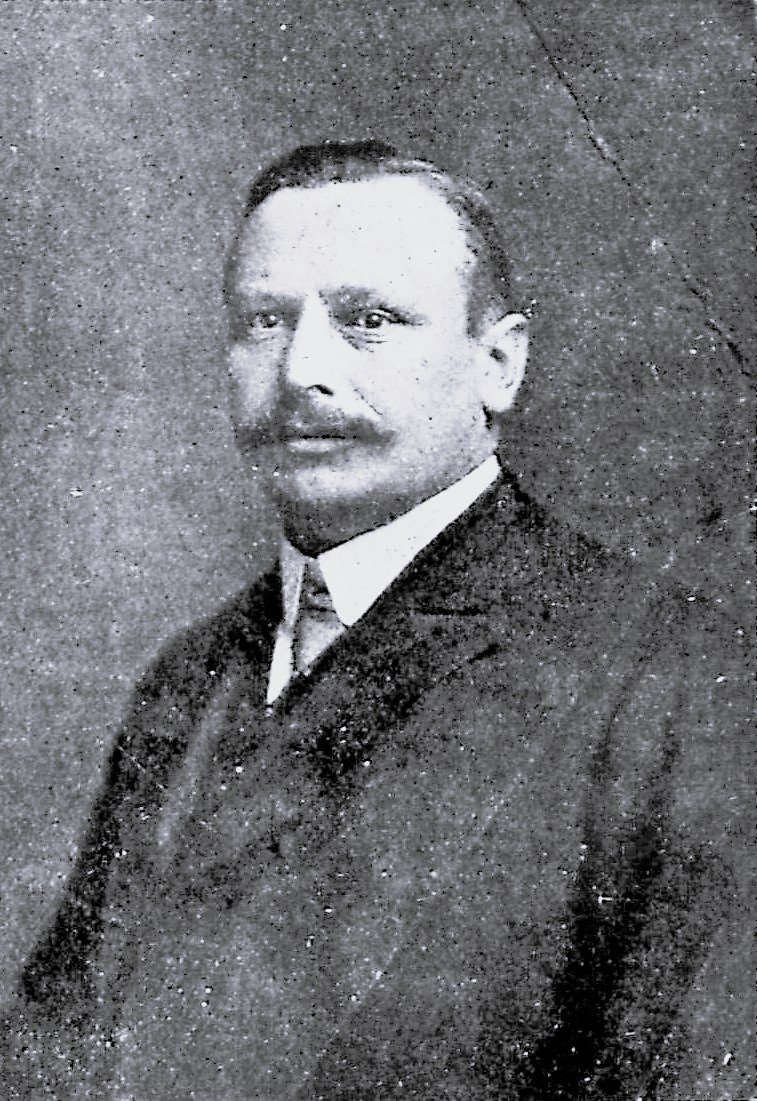
Ernst Boie

Ernst Heinrich Friedrich Jürgen Boie (* 21. Dezember 1863 in Lübeck; † 16. November 1930 ebenda) war ein deutscher Großkaufmann, Politiker und estnischer Konsul.

## Leben

### Herkunft
Ernst wurde als Sohn eines Beamten bei den in der Mitte des 19. Jahrhunderts geschaffenen lübeckischen Gaswerken geboren.

### Laufbahn

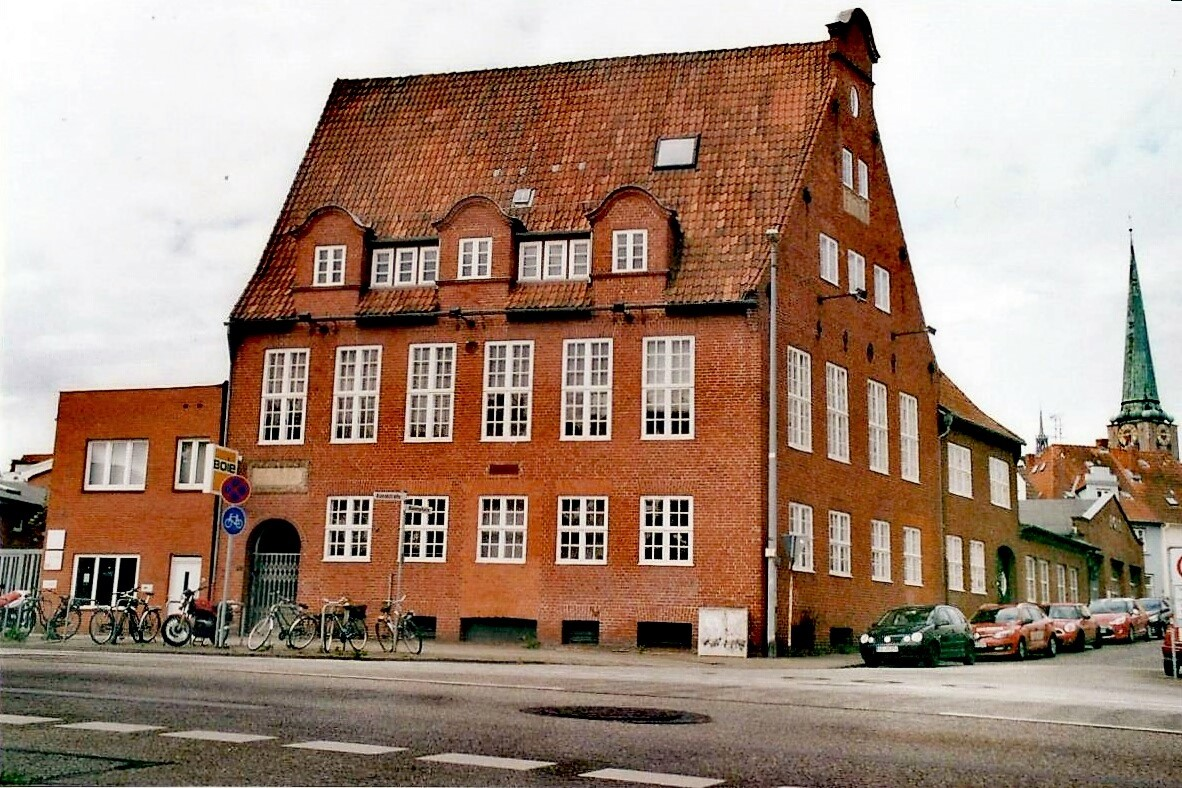
Geschäftshaus

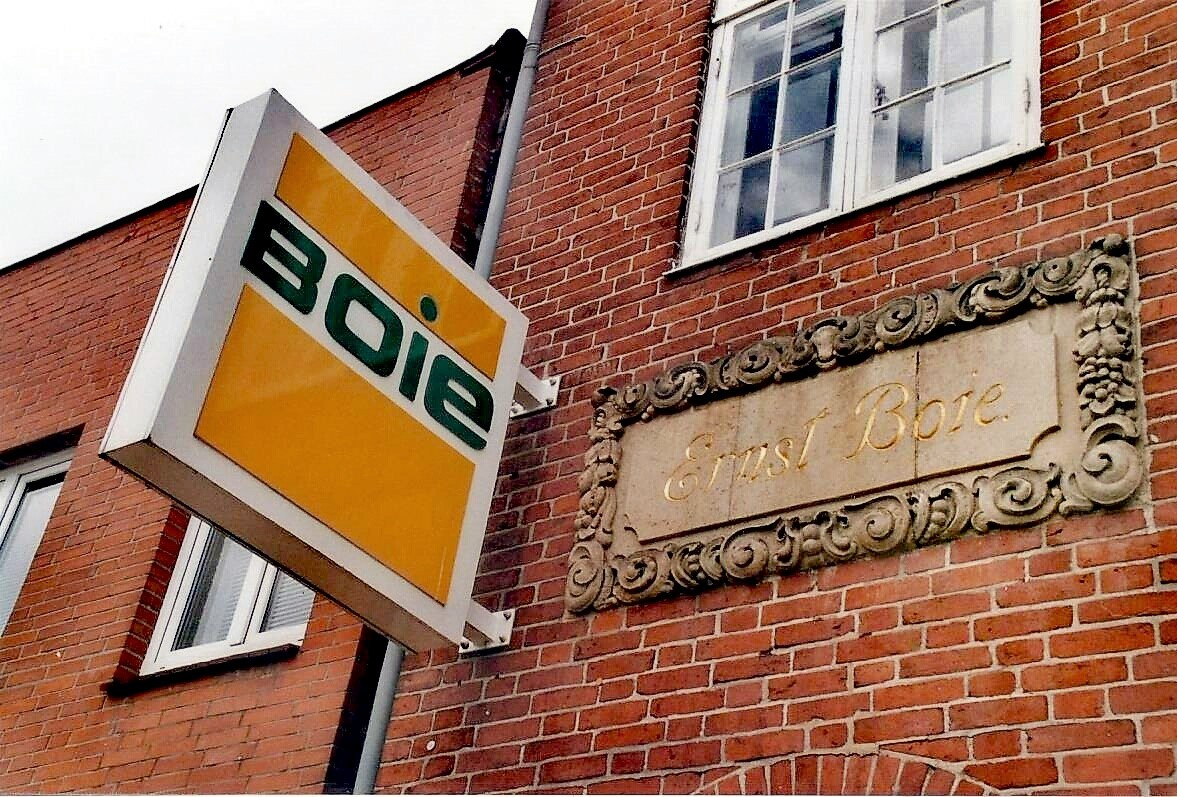
Firmenbezeichnungen

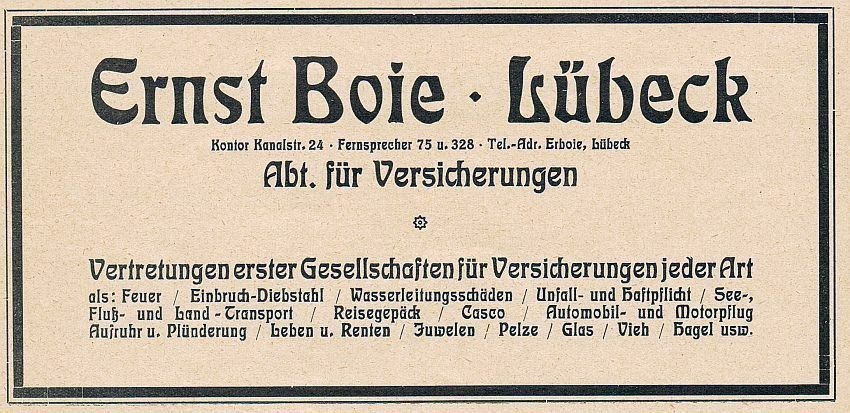
Reklame (1922)

Nach seiner Schulzeit begann Boie als Lehrling in der Firma Marty & Co. Nach mehrjähriger Tätigkeit hatte er sich dort eine Vertrauensposition erarbeitet, wurde Teilhaber und später Inhaber der Handlung. Ihre Firma wurde 1898 in Ernst Boie abgeändert. 1899 wurde er Mitglied der Kaufmannschaft. An der Ecke Kanalstraße 24/Rosenpforte entstand das heutige Verwaltungsgebäude durch den Architekten Carl Mühlenpfordt im Stil der norddeutschen Heimatschutzarchitektur. Schon 1907 wählte ihn die Kaufmannschaft in die Handelskammer. Sie bildete den Vorstand der Kaufmannschaft. Dem Präsidium der Kammer stand der Präses vor.
Mit Weitblick erkannte er seinerzeit die technische Entwicklung des Verkehrs und verbunden damit die Bedeutung der flüssigen Brenn- und Betriebsmittel dafür. Petroleum, Benzin, Öl und „Erbojol“ wurden zu den Hauptprodukten und die Ernst Boie wurde als Oelgroßhandlungs-, Speditions- und Versicherungsfirma gegründet und entwickelte sich schnell zur Blüte. Die Gesellschaft eröffnete 1925 seine erste Tankstelle. Als Boie starb, sah man in Norddeutschland – Mecklenburg, Provinz Schleswig-Holstein bis nach Flensburg hinauf, Oldenburg usw. – überall seine Erbojol-Tankstellen.
Nach der Wahl des lübeckischen Konsuls von Württemberg und Präses der Kammer in den Senat, Carl Dimpker, wurde Boie am 14. Dezember 1920 zu dessen Nachfolger gewählt. Dieses Amt bekleidete er im Wechsel mit Hermann Eschenburg. Seine dritte Amtszeit hätte am 31. Dezember 1930 geendet. Als Präses hatte er stets seine Fähigkeiten und kaufmännischen Kenntnisse zur Förderung von Handel, Schifffahrt und Verkehr in den Dienst der Kammer gestellt. In der Fortentwicklung der innen- und außenpolitischen Fragen sah er in langer und sicherer Arbeit die Erneuerung des Reiches. Also einer Evolution statt einer Revolution. Seit 1908 war er Mitglied im Bürgerausschuss und wurde später dessen Wortführer, Beisitzer im Kaufmannsgericht und Mitglied der städtischen Brand-Assekuranzkasse. In der Handelskammer gehörte er zahlreichen Ausschüssen, wie dem Ältestenausschuss, Verkehrsausschuss, Ausschuss für Sozialpolitik, Kassenausschuss, Ausschuss für die Hafengüterverwaltung, Ausschuss für Büro und Bibliothek sowie dem Börsenehrengericht, an. Daneben war er in der Verwaltung der Lübeck-Segeberger Eisenbahn, Vorsitzender des Aufsichtsrates der Lübeck-Linie und Mitglied im Aufsichtsrat der Lübeck-Wyborger Dampfschiffahrtsgesellschaft.
Am 7. Januar 1902 ist Boie als ordentliches Mitglied in der Gesellschaft zur Beförderung gemeinnütziger Tätigkeit aufgenommen worden. Zum bürgerlichen Deputierten in der Steuerkommission St. Jürgen wurde er 1906 erwählt. Dort war er in wichtigen Ehrenämtern, wie dem bürgerlichen Deputierten bei der Vorsteherschaft der Irrenanstalt, als Vorsteher der Seemannskasse und seit 24. März 1914 anstelle des ausgeschiedenen Herrmann Weber als Vorsteher der Spar- und Anleihekasse tätig. Weiter war er Mitglied Lübecker Landesverein vom Roten Kreuz und Mitglied des Gesamtkomitees der Genossenschaft freiwilliger Krankenpflege im Kriege.
Der Ruf Boies als Wirtschaftler ging über die Grenzen der Stadt hinaus und fand außerhalb Lübecks weitgehende Anerkennung und Beachtung. So war er Mitglied des Landeseisenbahnrats Hamburg, der Deutschen Reichsbahn, des Reichswasserstraßenbeirates, dem See- und Wasserstraßenbeirat, dem Elbwasserstraßenbeirat, dem Verkehrs- und Postausschuss des Deutschen Industrie- und Handelstages und vielen mehr.
Bei den Bürgerschaftswahlen am 19. November 1907 wurde Boie für das Johannis Quartier und St. Jürgen in die Lübecker Bürgerschaft, wo er 16 Jahre bleiben sollte, gewählt. Ab 1922 war er, bis zu seinem Ausscheiden im Folgejahr, Mitglied der Steuerbehörde.
Als Bürgermeister Neumann am 2. Juni 1926 auf Grund des Misstrauensvotums in der Bürgerschaft am Vortag zurücktreten musste, traten weite Kreise aus den bürgerlichen Parteien an ihn mit der Bitte heran, dass er den Vorsitz und die Führung im neugegründeten Hanseatischen Volksbund übernehmen möge. In dem Bewusstsein, dass seine Auffassungen und Grundsätze nur schwer mit den politischen Methoden der Nachkriegszeit in Übereinstimmung zu bringen waren, nahm er den Posten an. Auf dem Boden der „nüchternen Wirklichkeit“ stehend, versprach der Fraktionsvorsitzende in der Bürgerschaft nur das, was er halten konnte und führte den Bund durch alle Fährnissen und Schwierigkeiten dieser von politischen und wirtschaftlichen Krisen durchsetzten Zeit.
Der Freistaat Estland ernannte Boie 1928 zu seinem Konsul in der Hansestadt.

### Sport
In den Jahren, in denen der Sport in Deutschland noch als grenzenlos überflüssig galt, war Boie schon leidenschaftlich im Rudersport tätig.

Fahne der LRG

Als die Lübecker Turnerschaft 1884 ihre Ruderriege auflöste und sich bereit erklärte, ihr Bootsmaterial einem neu zu gründenden Klub zu überlassen, trat Boie mit einem kleinen Kreis junger Männer über und rief im Februar 1885 die Lübecker Rudergesellschaft von 1885 (LRG) ins Leben. Von Beginn an der Entwicklung des jungen Vereins teilgenommen und Vorstandspflichten – erst als Kassen-, später als Ruder- und Bootswart – auf sich genommen. Seit 1901 hat er als zweiter und in den Jahren von 1912 bis 1924 als erster Vorsitzender den ältesten Ruderverein Lübecks geleitet. Die LRG wählte ihn nach seinem Ausscheiden zu seinem 60. Geburtstag 1924 einstimmig zu ihrem Ehrenvorsitzenden.
Bereits 1885 betätigte sich Boie als Rennruderer und hat in diesem Jahr in Schwerin den ersten Regattasieg für seinen Verein mit zu erringen geholfen.
Daneben pflegte Boie lange Zeit auch das Wanderrudern. Den Strapazen nicht ausweichend, nahm er noch als reifer Mann an den Fernfahrten der Rudergesellschaft teil. So nahm er 1911 an der Fahrt auf der Lahn und Mosel und 1913 an einer neuntägigen Donaufahrt von Ulm nach Wien teil. Noch wenige Monate vor seinem Tod hatte er sich an einer 1½ Tagesfahrt nach Ratzeburg beteiligt.
Selbstverständlich wurde von ihm der Jugendsport begrüßt und gefördert. Die Entwicklung der Lübecker Schülerruderriegen und die Schaffung des Schülerbootshauses der Rudergesellschaft bewiesen seine tatkräftige Förderung. Dass er mit seiner Zeit fortschritt und dem aufkommenden Frauensport Verständnis entgegenbrachte, zeigte bereits 1907 die Gründung der Lübecker Damen-Rudergesellschaft.
Ein großer sportlicher Gedanke von Boie, die Gründung des Lübecker Regattavereins, konnte erst nach dem Ersten Weltkrieg verwirklicht werden. Nichts konnte sein Ansehen, das in seine Geschäftsführung gesetzte Vertrauen, besser demonstrieren, als die Tatsache, dass man ihn als Nachfolger des Generals Curt von Morgen an seine Spitze stellte.

### Familie
In St. Jakobi, hatte Boie seine Frau Emmy, einer geborenen Ruß, geheiratet.
Seine Tochter heiratete den Unternehmer Kurt Heydel. Boie trat auch in die Firma seines Schwiegersohnes, Boie & Heydel, ein.
Keine Woche nachdem Lübeck von dem Senator Strack mit einer Trauerfeier in St. Marien Abschied nahm, tat sie dies am 20. November 1930 von einem weiteren ihrer bedeutenden Söhne.

### Erinnerung
Die Lübecker Schüler-Ruderriegen tragen seit 1923 bis heute jährlich ein Wettrudern um den Ernst-Boie-Gedächtnispreis aus, das sogenannte Hackbrett-Rennen.